# Лютцельфлю
Лютцельфлю (нем. Lützelflüh) — коммуна в Швейцарии, в кантоне Берн.
Входит в состав округа Траксельвальд. Население составляет 4099 человек (на 31 декабря 2006 года). Официальный код — 0955.